# Pont de Sèvres (métro de Paris)
Ne doit pas être confondu avec Gare du Pont de Sèvres.
Pont de Sèvres est une station de la ligne 9 du métro de Paris, située dans la commune de Boulogne-Billancourt, à l'extrémité de l'avenue du Général-Leclerc. Il s'agit du terminus occidental de la ligne.

## Histoire

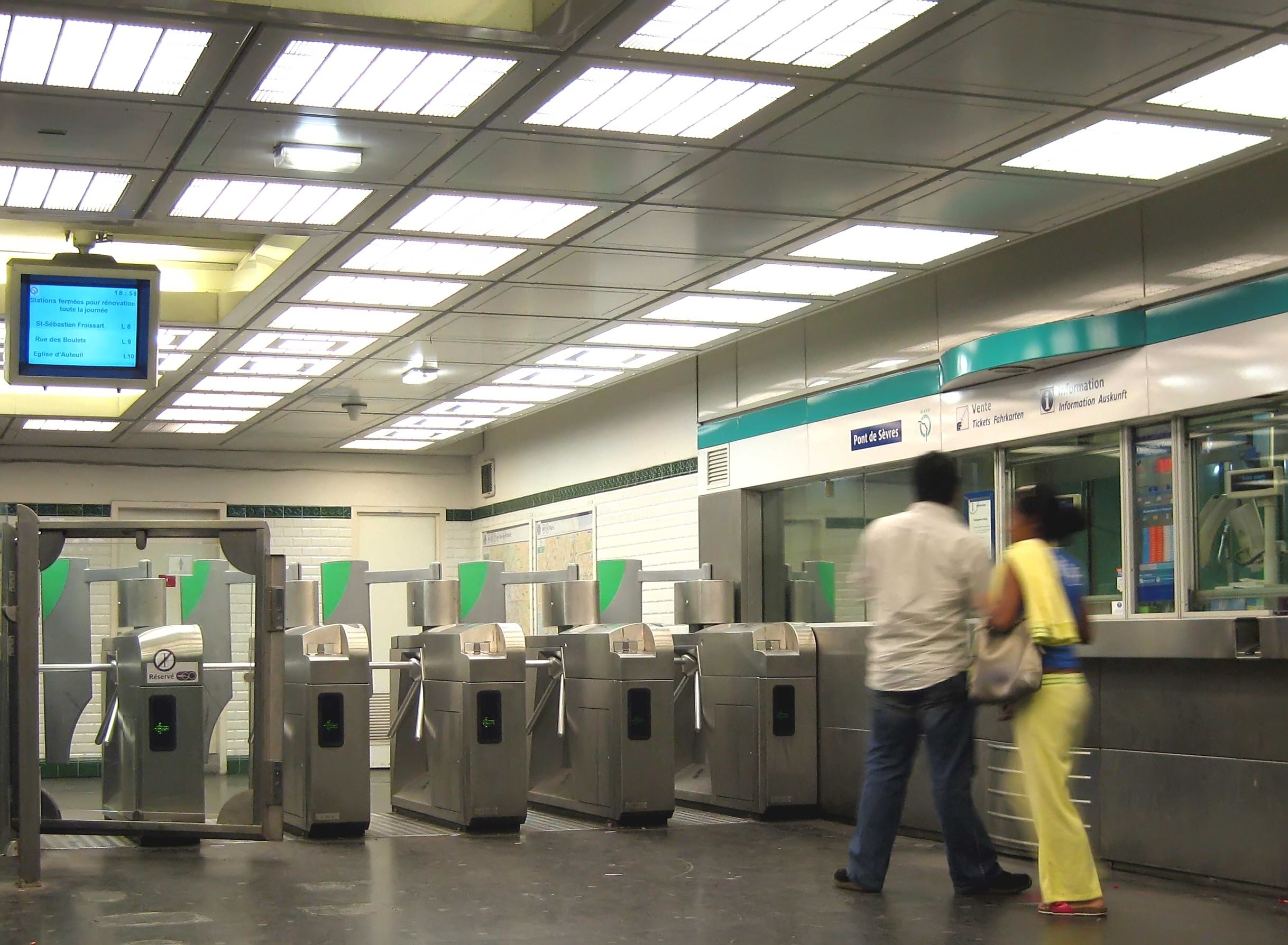
Guichet et tourniquets de la station.

La station est ouverte le 3 février 1934, lors de l'extension de la ligne 9 depuis Porte de Saint-Cloud. Pour la première fois de son histoire, le métro franchit les limites de Paris.
En 1943, lors d'un raid aérien allié visant à détruire les usines Renault de Boulogne-Billancourt (île Seguin), les bombes manquent leurs cibles et font 300 morts, dont 80 autour de la station Pont de Sèvres, qui est en partie détruite,. 
En 2019, 5 048 247 voyageurs sont entrés à cette station ce qui la classe à la 79e position des stations de métro pour sa fréquentation.
En 2020, avec la crise du Covid-19, 2 651 763 voyageurs sont entrés dans cette station, ce qui la place à la 69e position des stations de métro pour sa fréquentation.
En 2021, la fréquentation remonte progressivement, avec 3 430 203 voyageurs qui sont entrés dans cette station ce qui la place à la 83e position des stations de métro pour sa fréquentation.

## Services aux voyageurs

### Accès
- Accès no 1 « gare routière » ;
- Accès no 2 « quai Alphonse-Le-Gallo » ;
- Accès no 3 « rue de Bellevue ».

Accès à la station
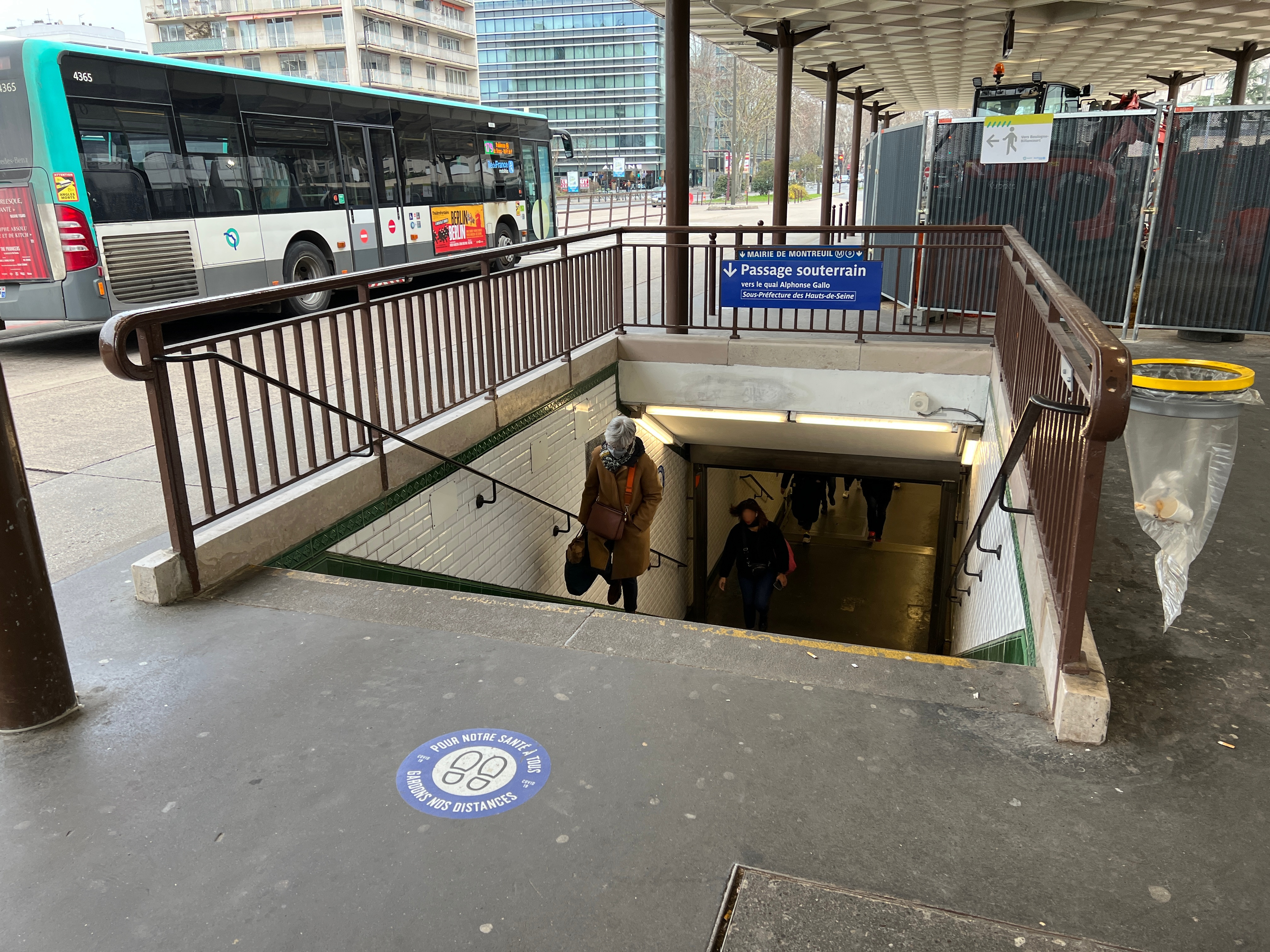
L'accès no 1 « Gare Routière ».
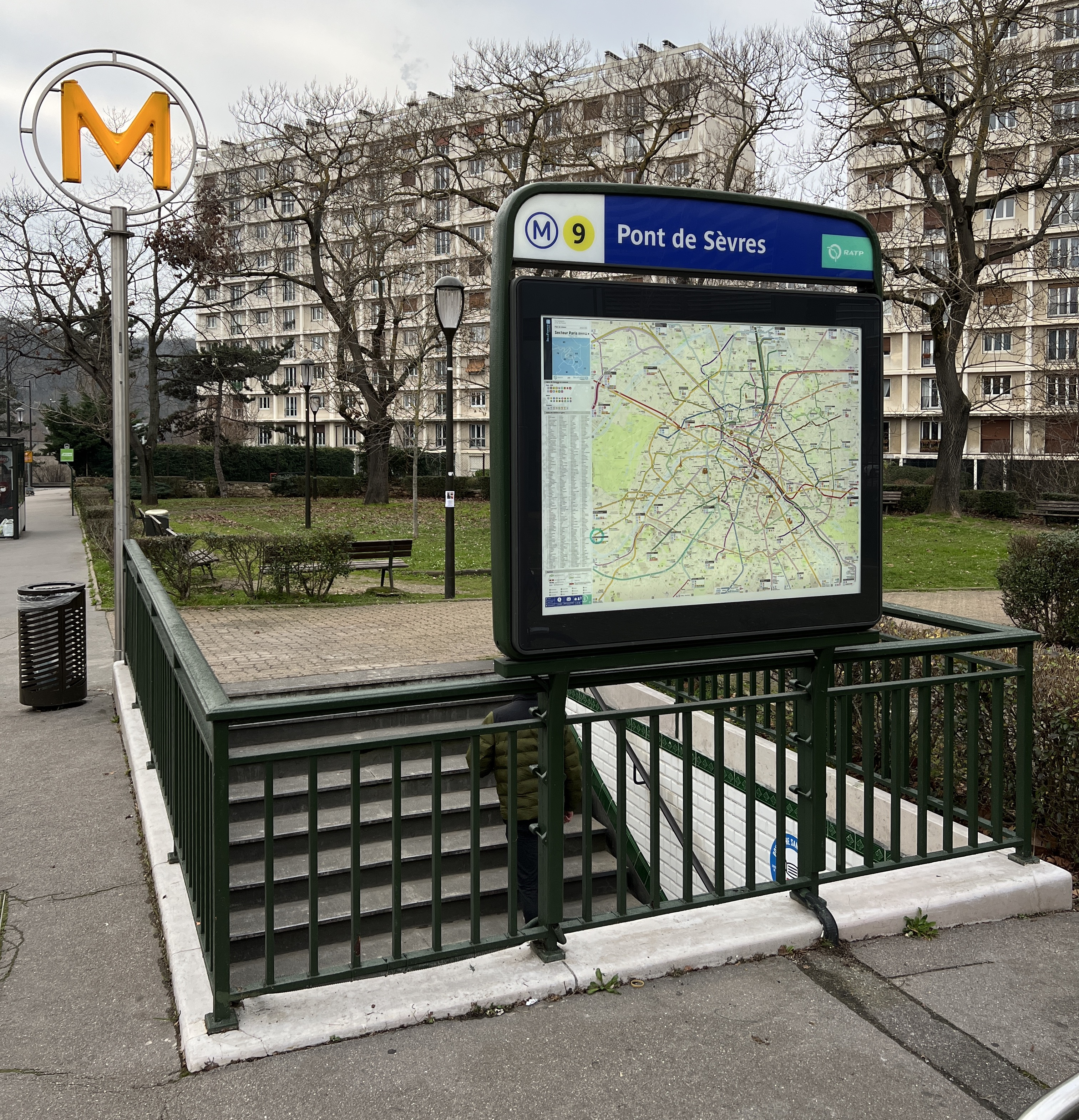
L'accès no 2 « Quai Alphonse Le Gallo ».
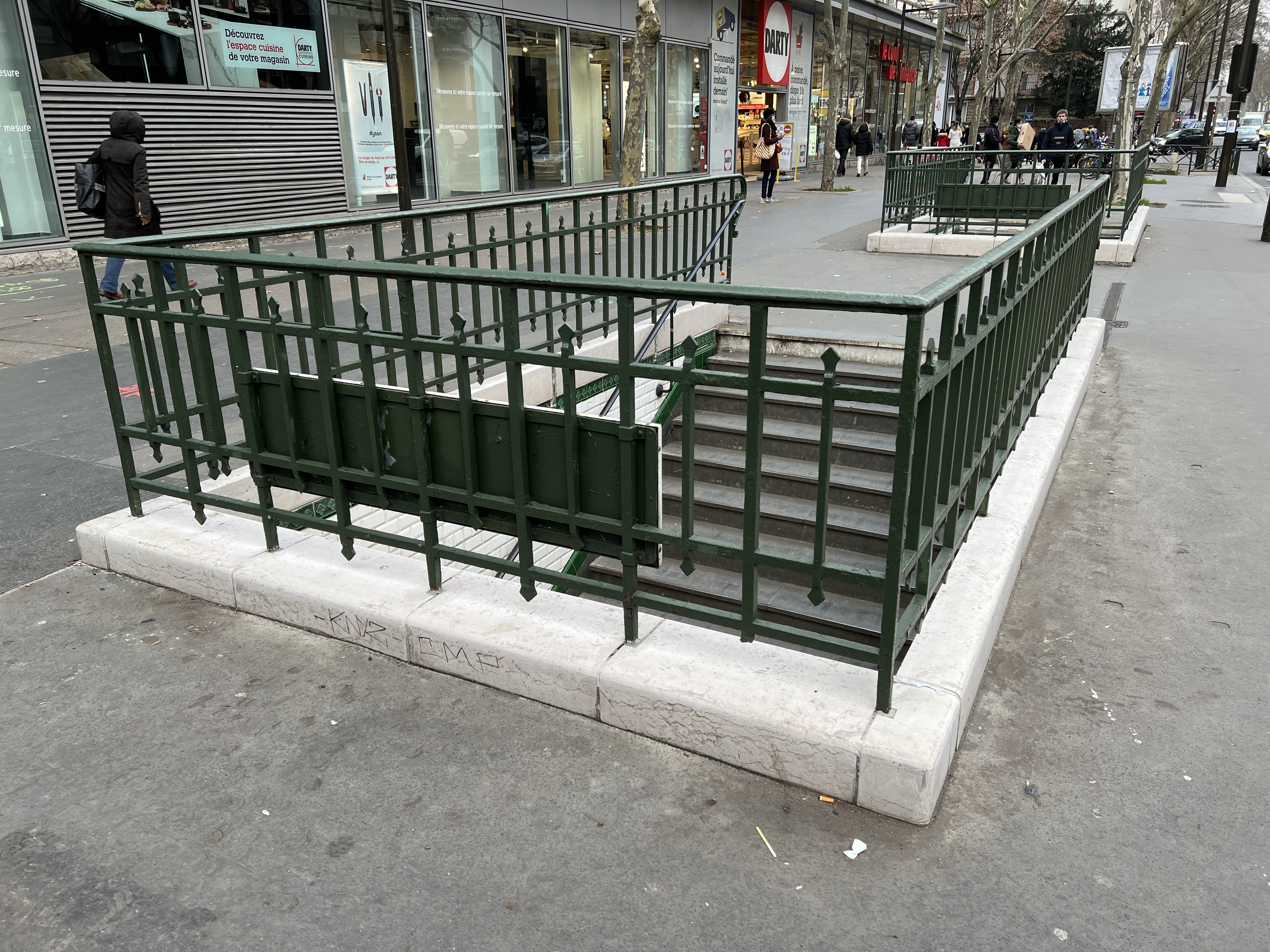
L'accès no 3 « Rue de Bellevue ».

.

### Quais
Du fait de son statut de terminus, Pont de Sèvres est une station de configuration particulière avec trois voies et deux quais sous une voûte elliptique.
- Dans le sens des départs, l'accès s'effectue sur un quai central. Les rames partent successivement d'un côté puis de l'autre. Un affichage lumineux permet d'identifier de quel côté du quai s'effectuera le prochain départ.
- Dans le sens des arrivées, les voyageurs descendent sur un quai dédié aux sorties. Toutefois, aux heures creuses, la rame arrivant à son terminus peut être dirigée vers le quai en îlot où s'effectue alors la descente des voyageurs.

La décoration est du style « Andreu-Motte » avec deux rampes lumineuses vertes ainsi qu'une banquette en maçonnerie discontinue sur le quai d'embarquement, recouverte de carrelage vert plat et équipée de sièges « Motte » de même couleur. Ces aménagements sont mariés avec les carreaux de céramique blancs biseautés qui recouvrent les piédroits et la voûte. Les cadres publicitaires sont métalliques et le nom de la station est inscrit en police de caractère Parisine sur plaques émaillées.

### Intermodalité

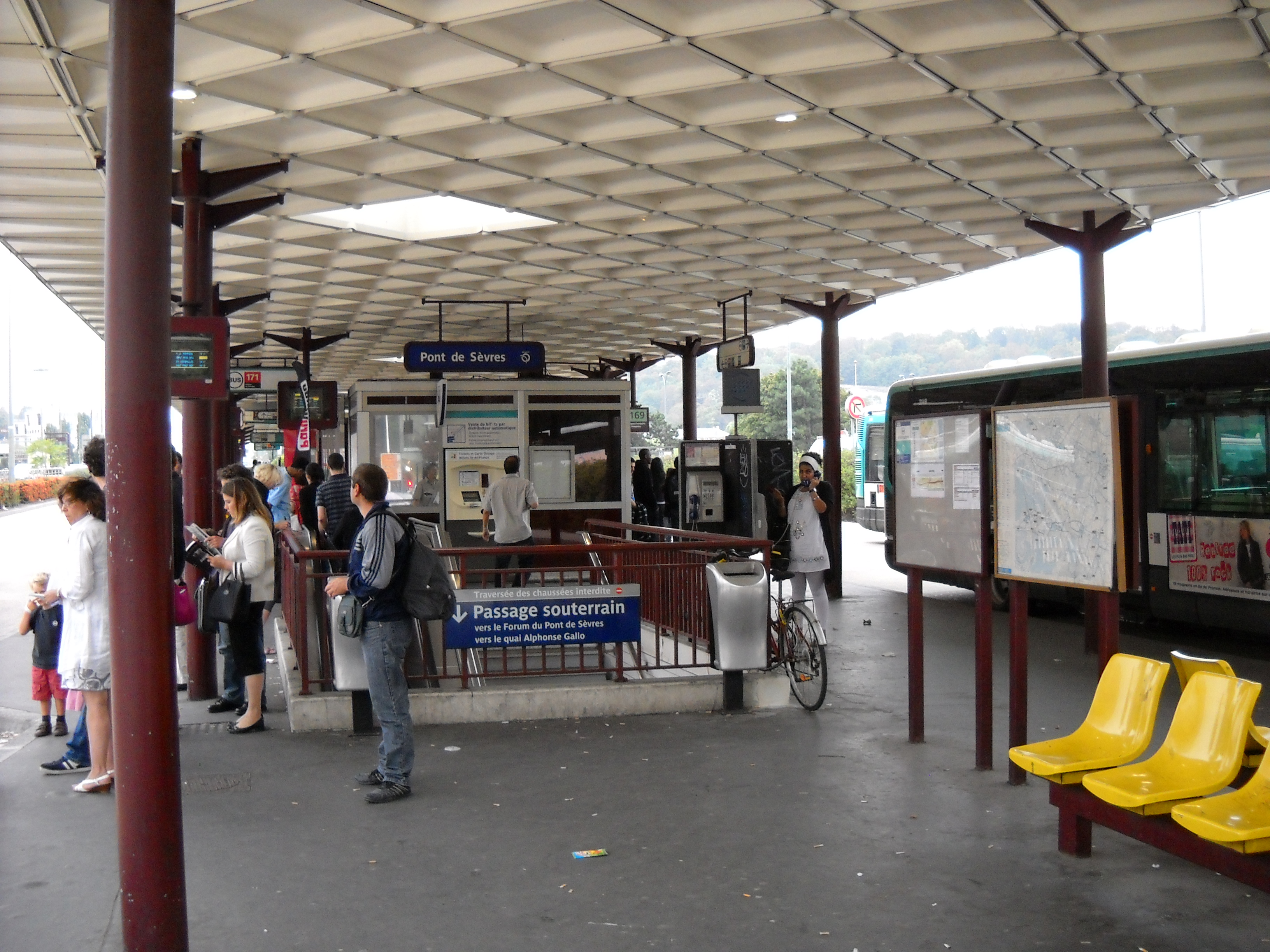
Entrée de la station au niveau de la gare routière.

La station est en correspondance, à distance, avec la station de tramway Musée de Sèvres située sur la ligne T2, sur la rive gauche de la Seine.
Elle est par ailleurs desservie par les lignes 169, 171, 179, 291, 426 et 467 du réseau de bus RATP, par les lignes 6140 et 6142 du réseau de bus de Vélizy Vallées, par les lignes 5117 et 5153 du réseau de bus Île-de-France Ouest et, la nuit, par les lignes N12 et N61 du réseau de bus Noctilien.

## À proximité
La station est située à proximité du musée national de Céramique, du parc de Saint-Cloud, tous deux situés de l'autre côté du pont de Sèvres, et de La Seine musicale.

Informations sur le musée
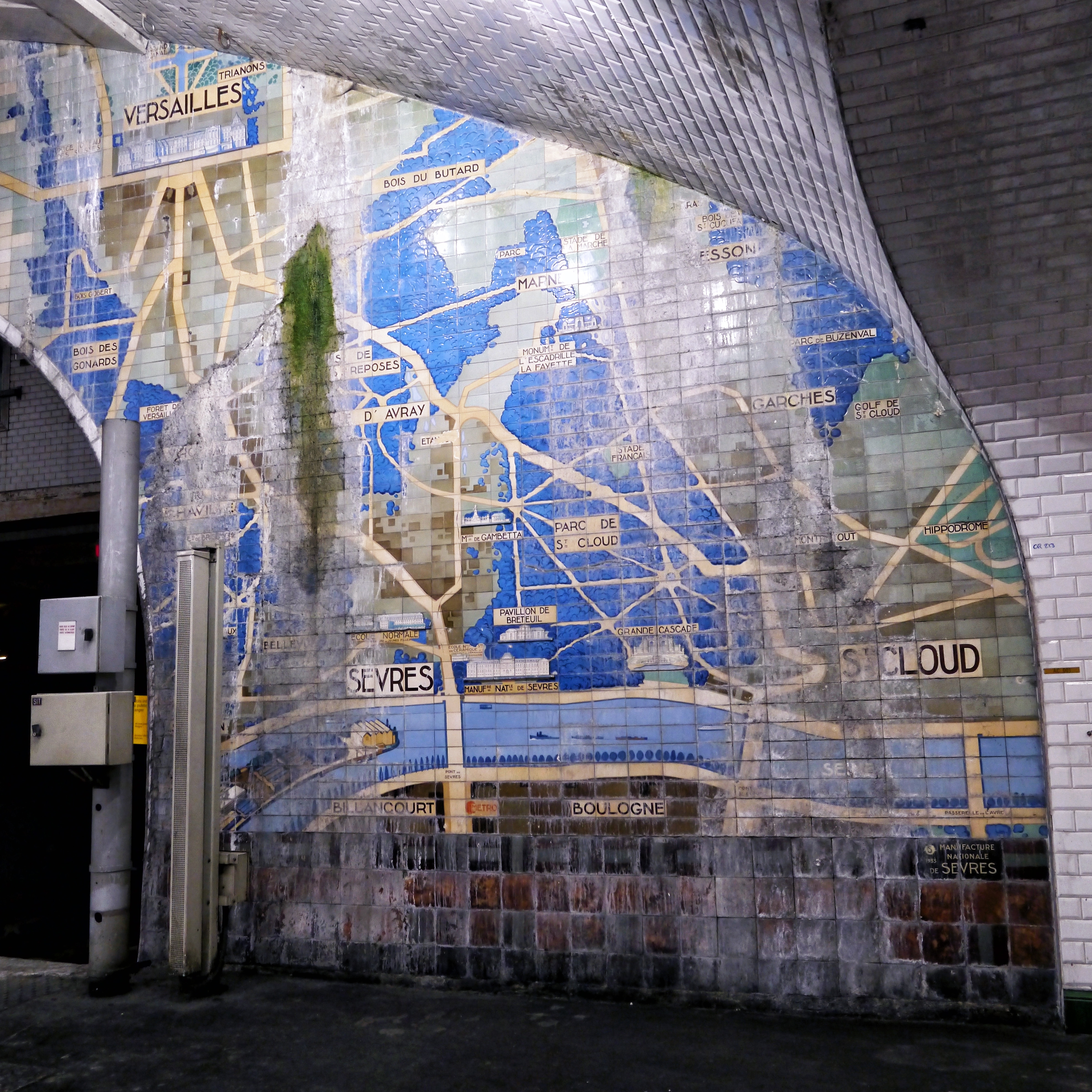
Panneau de céramique conçu par Henri Rapin en 1934 et installé à un bout de quai.
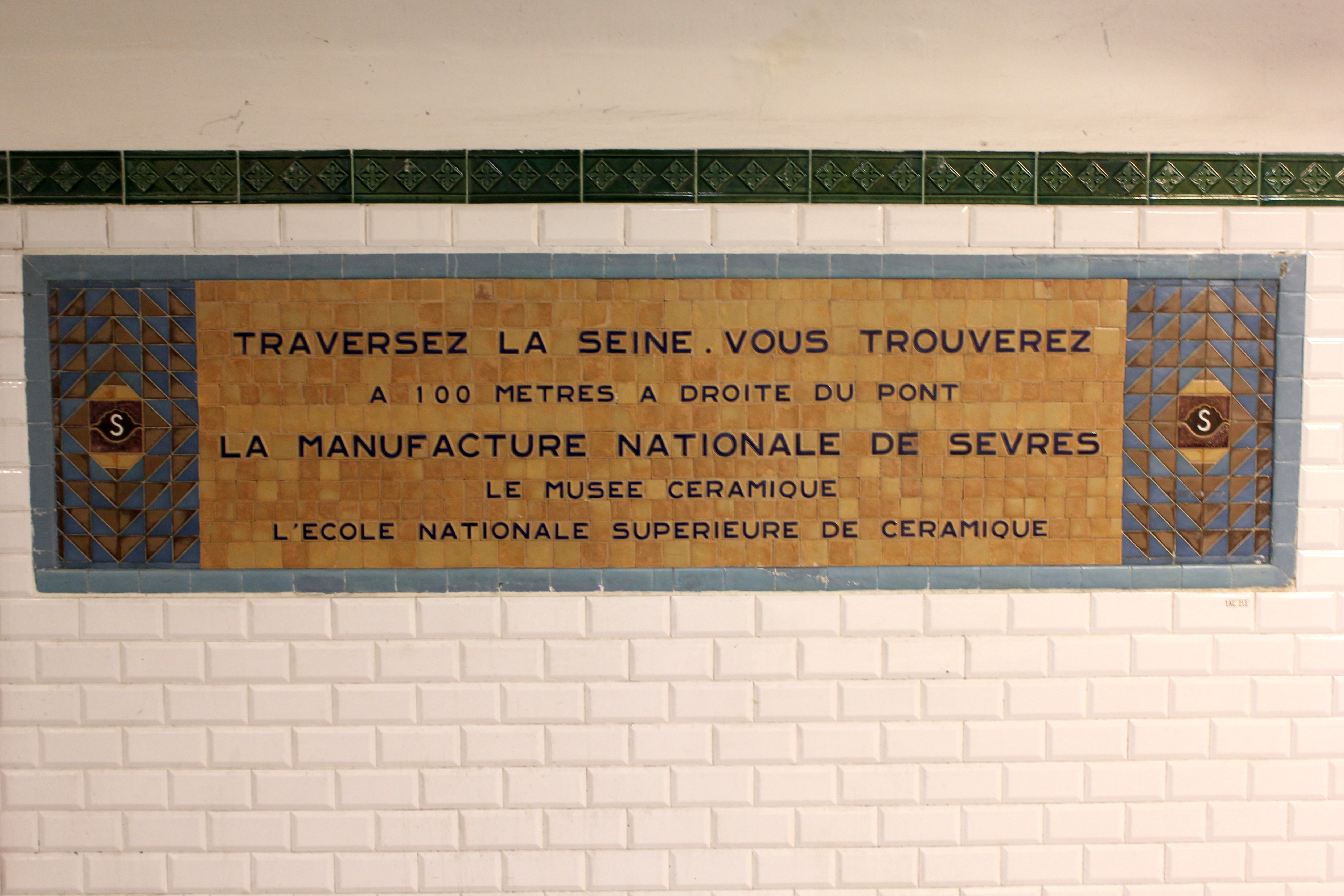
Plaque dans un couloir indiquant la proximité de la manufacture nationale de Sèvres.

## Projets

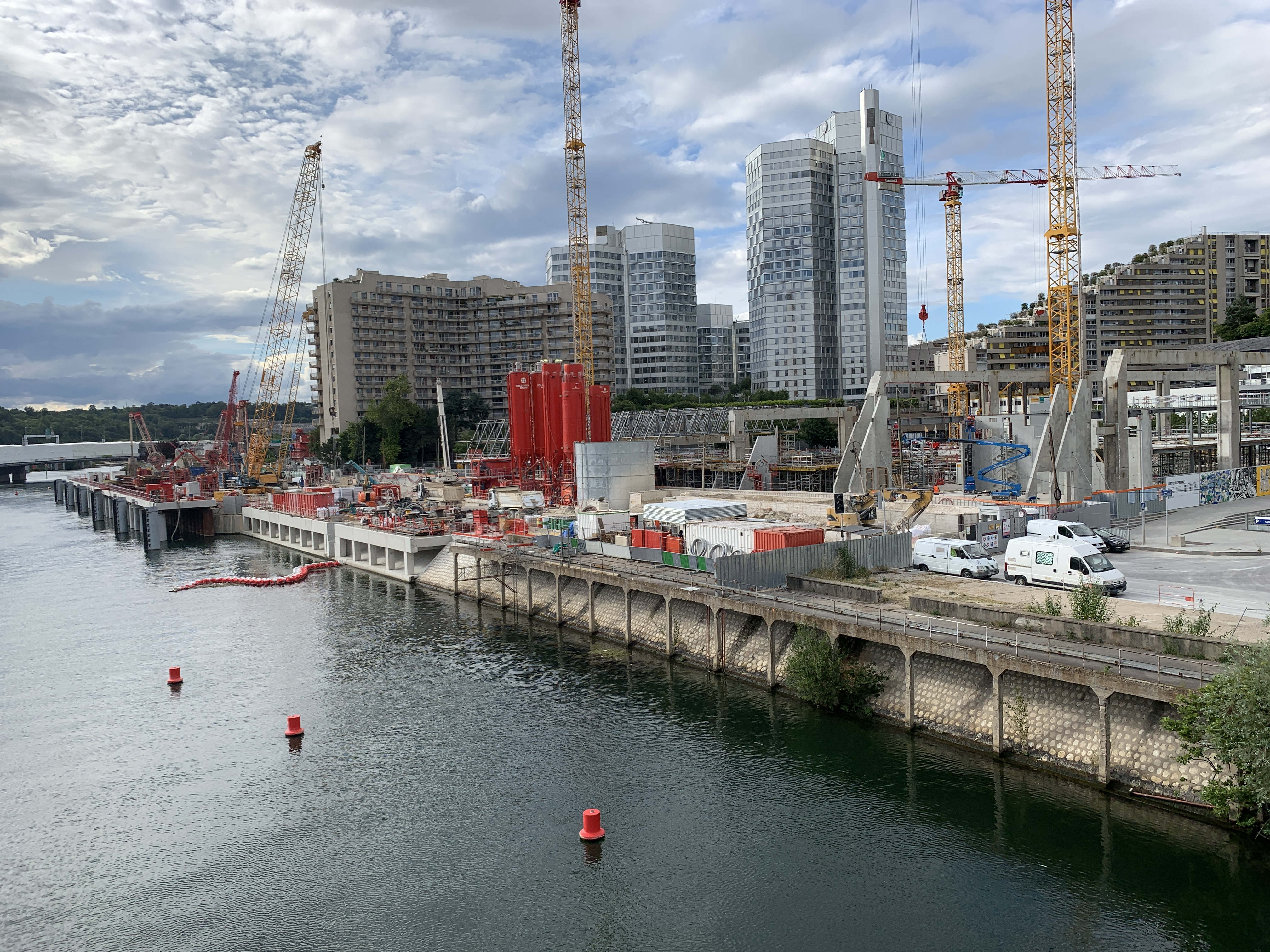
Chantier de la station de la ligne 15 en juin 2020.

Il est prévu d'y établir à l'horizon 2026, le terminus de la première section de la ligne 15 du Grand Paris Express,. La future station de la ligne 15 sera implantée à Boulogne-Billancourt à la limite de Sèvres, sous le quai Georges-Gorse, au bord de la Seine. Elle sera reliée à la station de métro de la ligne 9 par un couloir d'une centaine de mètres,. Ses quais seront à une profondeur de −28 mètres. La conception de la gare est confiée à l'agence d'architecture Jean-Marie Duthilleul. Le bâtiment sera en béton brut satiné.
L'artiste sonore et visuel japonais Ryoji Ikeda créera une installation artistique dans la station en coordination avec Jean-Marie Duthilleul. Appelée « data.scape », il s'agira d'un long mur numérique de 50 m, fait de modules LED qui diffuseront pendant la journée l’intégralité des séquences ADN du génome humain (chromosome 1-22, XY) ; de nuit, une grande carte du ciel tracée avec précision et présentant le ciel vu depuis le pont de Sèvres défilera doucement sur le même écran,. 
La station comportera également sur ses quais une fresque de François Schuiten.
La station de métro existante sera modifiée pour rendre accessible la gare routière aux personnes à mobilité réduite depuis la ligne 15 via deux ascenseurs (ces travaux ne rendront pas la station de la ligne 9 accessible). La salle des billets existante sera réaménagée et un nouvel espace d'échange sera créé.
La construction de la station elle-même est confiée à un groupement piloté par Bouygues Travaux Publics et composé des entreprises Soletanche Bachy France, Soletanche Bachy Tunnels, Bessac, Sade. Elle a commencé en septembre 2017 pour une livraison en 2025.
La construction d’une estacade sur la Seine est en cours depuis juin 2018. Cette plateforme permettra aux bateaux d’accoster et d’amarrer pour l’évacuation des déblais de chantier par voie fluviale. La réalisation du couloir de correspondance entre la ligne 9 du métro et la ligne 15 a également commencé durant l’été 2018.